# Leonardo Ulrich Steiner
Leonardo Ulrich Steiner OFM (Forquilhinha, 6. studenoga 1950.) brazilski je katolički prelat koji je od 2020. služio kao nadbiskup Manausa. Član je Reda manje braće od 1976. godine. Bio je pomoćni biskup Nadbiskupije Brasília od 2011. do 2019. godine.
Papa Franjo Steinera je 27. kolovoza 2022. proglasio kardinalom, prvim iz amazonske regije.